# سیارک ۲۰۳۶۲
سیارک ۲۰۳۶۲ (به انگلیسی: 20362 Trilling، نامگذاری:1998JH3) بیست هزار و سیصد و شصت و دومین سیارک کشف شده‌است که در ۱ مه ۱۹۹۸ کشف شد.
قدر مطلق سیارک برابر ۲۶.۹ است.